# So ein Bienchen
So ein Bienchen ist eine Familienkomödie des DDR-Fernsehens aus dem Jahr 1976.

## Handlung
Sabine, genannt Bienchen, wurde mit vier Jahren adoptiert. Nun, mit neun Jahren, hat sie ein sehr gutes Verhältnis zu ihrem 17-jährigen Adoptivbruder Lutz und verbringt viel Zeit mit ihm und seiner Freundin Anke. Auch als Lutz und Anke einen Ausflug mit dem Motorboot von Lutz’ Großvater machen, wollen Bienchen, der Nachbarsjunge Lampe und dessen kleiner Bruder Spinne unbedingt mit.
Zwischen Lutz und Anke gibt es Spannungen, weil Anke sehr vernünftig ist und Lutz öfter Regeln missachtet: Er fährt zu schnell mit dem Boot und wird dabei von seinem Vater erwischt, der bei der Wasserschutzpolizei arbeitet. In einem Gartenlokal trinkt er mehrere Biere, und trotz der Ermahnungen von seinem Vater und von Anke, das Boot stehenzulassen und mit dem Bus zurückzufahren, nimmt er das Boot. Er hat genug von Ankes Vernunft und geht am nächsten Tag ohne sie in den Jugendklub, wo er ein anderes Mädchen kennenlernt: Kerstin, die Sängerin der Band, die an diesem Abend im Klub einen Auftritt hat. Schon bald nimmt er Kerstin im Boot mit und macht Schluss mit Anke.
Bienchen ist sauer auf ihren Bruder: Sie mag Anke sehr und hat sich gewünscht, die beiden würden heiraten. Sie und Lampe wollen, inspiriert von Max und Moritz, Lutz einen Streich spielen und präparieren seine Zigaretten mit Zündplättchen, worauf sie beim Rauchen explodieren. Später will Lutz sich mit seiner kleinen Schwester versöhnen und sie zu einem Bootsausflug mit Kerstin mitnehmen. Bienchen stimmt widerwillig zu und nutzt dann den Ausflug, um Kerstin und Lutz erneut Streiche zu spielen.
Am Abend nimmt Lutz Kerstin zum ersten Mal mit nach Hause, und Kerstin hätte nun die Gelegenheit, Bienchens Streiche bei den Eltern zu verpetzen – doch das tut sie nicht, und Bienchen ist wieder versöhnt. Nach dem Essen will Kerstin der Familie auf dem Klavier vorspielen – doch Lampe hat auch die Klavierhämmer mit Zündplättchen präpariert. Lutz glaubt Bienchen, dass sie nichts davon wusste, sodass ein erneuter Streit zwischen den Geschwistern abgewendet wird.

## Produktion
Der Film wurde vom DEFA-Studio für Spielfilme produziert und am 24. Dezember 1976 im ersten Programm des Fernsehen der DDR zum ersten Mal ausgestrahlt. 2014 wurde er von Icestorm Entertainment auf DVD herausgebracht.